# Ботувера
Ботувера (порт. Botuverá)  —  муниципалитет в Бразилии, входит в штат Санта-Катарина. Составная часть мезорегиона Вали-ду-Итажаи. Входит в экономико-статистический  микрорегион Блуменау. Население составляет 3536 человек на 2006 год. Занимает площадь 303,023 км². Плотность населения — 11,7 чел./км².

## История
Город основан 9 июня 1962 года.

## Статистика
- Валовой внутренний продукт на 2003 составляет 32.160.389,00 реалов (данные: Бразильский институт географии и статистики).
- Валовой внутренний продукт на душу населения на 2003 составляет 8.842,56 реалов (данные: Бразильский институт географии и статистики).
- Индекс развития человеческого потенциала на 2000 составляет 0,795 (данные: Программа развития ООН).

## География
Климат местности: субтропический.